# Dendrophysa russelii
Dendrophysa russelii és una espècie de peix de la família dels esciènids i de l'ordre dels perciformes.

## Morfologia
- Els mascles poden assolir 25 cm de longitud total.[3][4]

## Hàbitat
És un peix de clima tropical i demersal.

## Distribució geogràfica
Es troba des de l'Índia i Sri Lanka fins al sud de la Xina, les Filipines i Indonèsia.

## Observacions
És inofensiu per als humans.